# Minoritenkloster Guhrau
Das Minoritenkloster Guhrau war ein Kloster der Minoriten oder Franziskaner-Minoriten (Ordensbezeichnung Ordo fratrum minorum conventualium‚ Orden der konventualen Minderbrüder, Ordenskürzel OFMConv oder OMinConv) in Guhrau im damaligen Herzogtum Glogau in Schlesien (seit 1945 Góra in der Woiwodschaft Niederschlesien in Polen). Das Kloster wurde 1456/58 vom Teschener Herzog Wladislaus gegründet und soll um 1530 bereits verlassen gewesen sein. Die Klostergebäude wurden bald darauf abgebrochen. Das Kloster in Guhrau gehörte zur Konventualen-Provinz der böhmischen Franziskaner, d. h. die Ordensregeln gestatteten es diesen Klöstern Besitztümer zu haben. Die Geschichte des Klosters ist sehr schlecht dokumentiert.

## Lage
Das Kloster stand im Ort Kain(t)zen, heute Kajęcin, einem Ortsteil der Stadt Góra in der  Woiwodschaft Niederschlesien. Von der Klosterkirche und den Klostergebäuden hat sich nichts erhalten. Das Patrozinium der Klosterkirche ist unbekannt.

## Geschichte
Die Stadt Guhrau gehörte im 15. Jahrhundert zum Königlichen Anteil des Herzogtums Glogau. Herzog Wladislaus hatte diesen Anteil 1442 in der Erbteilung mit seinen drei Brüdern erhalten.
1457 soll Herzog Wladislaus vom Heiligen Stuhl die Erlaubnis erhalten haben, ein Franziskanerkloster in Guhrau zu gründen. Schon 1456 hatte der Breslauer Peter II. seine Zustimmung zu dem Klosterprojekt gegeben. Laut der Gründungsurkunde vom 1. November 1458 schenkte Herzog Wladislaus den Franziskanern mit Zustimmung des Papstes Calixt III., des Breslauer Bischofs Jost II. sowie des Guhrauer Propstes Fabian und des Rates der Stadt Guhrau nicht nur den Bauplatz im Dorf Kainzen, sondern auch einen Fischteich (den Mönchsteich) und einen Acker, ebenfalls bei Kainzen gelegen. 1462 soll der Bau fertig und bezogen worden sein. Er soll nach Ziolecki an der Herrnstädter Chaussee ganz in der Nähe des Friedhofs gestanden haben. Ziolecki schreibt, dass zu seiner Zeit das Eingangsportal des Friedhofs noch von den Ruinen des ... Klosters stammte.

### Besitz und Einkünfte
Das Kloster konnte im weiteren Verlauf noch einigen Grundbesitz erwerben. Allerdings hat sich kein Güterverzeichnis erhalten, so dass sich dieser Besitz nur aus Verkäufen oder indirekten Hinweisen erschließen lässt. 1503 verkaufte der Ex-Guardian Georg ein Stück Land, genannt die Mönchswiese an die Stadt Guhrau. 1511 verkaufte der böhmische Provinzial Valentin von Krossen im Namen des Guhrauer Klosters ebenfalls eine Wiese aus dem Klosterbesitz an die Stadt Guhrau. 1549 wurde bei den Landtagsverhandlungen über einige Äcker diskutiert, die die Eltern des Sigmund von Kottwitz dem Franziskanerkloster geschenkt hatten. Das Kloster war zu diesem Zeitpunkt bereits abgebrochen. Der böhmische Landesherr Ferdinand I. ließ 1549 ebenfalls Erkundigungen zum ehemaligen Klosterbesitz einziehen. Die Antwort an den Kaiser und auch die Ergebnisse der Landtagsverhandlung über den Klosterbesitz haben sich anscheinend nicht erhalten.
1517 wurde der ursprüngliche Franziskanerorden geteilt, in die Klöster mit Besitz (Minoriten oder Franziskaner-Konventualen) und die Klöster ohne Besitz (Franziskaner i. e. S. oder auch Franziskaner-Observanten). Das Kloster gehörte dann zur böhmischen Minoritenprovinz.

### Das Ende des Klosters in der Reformation
1528 fand die Reformation Eingang in die Stadt. Der Magistrat berief bereits 1528 zwei evangelische Prediger. Vermutlich nahm nun auch die Spendenfreudigkeit der Bürger ab; das Kloster verlor einen Teil seiner Einkünfte, und die Ordensbrüder verließen das Kloster. Um 1530 soll das Kloster bereits verlassen gewesen sein. 1534 erteilte der Breslauer Bischof Jakobus dem Guhrauer Pfarrer die Erlaubnis, die noch brauchbaren Baumaterialien des verlassenen Klosters zur Restaurierung der Kirche in Guhrau zu verwenden. Der böhmische König Ferdinand bestätigte diese Erlaubnis ebenfalls. Nach Ziolecki fielen die Klostergüter an den Kaiser, der sie mit dem Guhrauer Burglehn verband. Im Burglehn waren Güter und Renten zusammengefasst, die früher zum Unterhalt der Burg in Guhrau verwendet worden waren. Das Burglehn wurde nach dem Verfall der Burg verpachtet. 1601 konnte die Stadt Guhrau das Burglehn erwerben. Allerdings enthielt es damals keine Besitzungen des ehemaligen Franziskanerklosters mehr. Nach Greiderer wurde dagegen das Baumaterial des abgebrochenen Klosters zum Bau einer neuen Kirche in Guhrau verwendet. Mehrere Klosteräcker seien zum Unterhalt der Kirche bestimmt worden.

### Die versuchte Wiederbesiedlung
Der Franziskanerorden scheint bei den Guhrauer Bürgern in guter Erinnerung geblieben zu sein. Am 29. März 1653 schrieben Bürgermeister und Ratmannen von Guhrau an den Vikar im Glogauer Franziskanerkloster Samuel Schreyer, die Franziskaner mögen doch wieder nach Guhrau kommen. Das frühere Kloster in Kainzen sei zwar zerstört, sie könnten jedoch die Fronleichnamskapelle, die zur Katharinenkirche gehörte, bekommen, und dort ein neues Kloster bauen. Die Guhrauer baten in dem Brief, der Vikar möge doch ihre Bitte an den Provinzial weiterleiten. 1653 stellte der Provinzial Ägidius Tollein tatsächlich einen Antrag an die Stadt Guhrau auf Wiedererrichtung des Klosters. Der Plan scheiterte, die Gründe sind nicht bekannt. Die Vermutung war, dass die polnische Franziskanerprovinz die Niederlassung verhindert habe, da sie selbst das Kloster in Guhrau wieder errichten wollte. Der Provinzial der polnischen Ordensprovinz Athanasius widersprach diesem Gerücht in einem freundlichen, aber bestimmten Brief von 1654 an den böhmischen Provinzial. Der Historiker Lucius Teichmann äußerte die Vermutung, dass die Klostergründung am Widerstand des Ortspfarrers gescheitert ist.